# Supercoppa italiana 2008 (hockey in-line)
La Supercoppa italiana 2008 è stata la 6ª edizione della omonima competizione italiana di hockey in-line disputata al PalaHockey di Cittadella.
Hanno partecipato l'Asiago Vipers in qualità di squadra campione d'Italia e detentrice della Coppa Italia e l'Edera Trieste come finalista della Coppa Italia.
L'Edera Trieste vinse la partita per 4-3, aggiudicandosi per la prima volta il trofeo .

## Partecipanti
| Squadre       | Qual. | Partecipazioni precedenti (il grassetto indica la vittoria) |
| ------------- | ----- | ----------------------------------------------------------- |
| Asiago Vipers |       | 2003, 2004, 2005, 2006, 2007                                |
| Edera Trieste |       | 2007                                                        |

## Tabellino
| Cittadella 2008 | Asiago Vipers | 3 – 4 | Edera Trieste | PalaHockey |